# Зал славы отечественного хоккея
Зал славы отечественного хоккея создан в целях увековечения памяти людей, внесших значительный вклад в развитие этого вида спорта в России и дальнейшей популяризации российского хоккея.
Зал славы отечественного хоккея учреждён Федерацией хоккея России 21 января 2004 года, когда Исполком Федерации хоккея России принял Положение о Зале славы и утвердил список первых номинантов.
Музей расположился в первом в России Музее хоккея по адресу: Москва, ул. Автозаводская, д. 23, корп. 3, в здании памятника архитектуры начала XX века, и начал свою работу 6 мая 2016 года в день открытия Чемпионата мира по хоккею-2016.
Музей хоккея создан в рамках строительства спортивно-развлекательного квартала «Парк Легенд» по инициативе клуба «Легенды хоккея» и при участии Федерации хоккея России.
Первая церемония включения в Зал славы состоялась 6 марта 2004 года, а самая масштабная — 17 февраля 2014 года на Зимних Олимпийских играх в Сочи.
Сейчас в него включено 165 хоккеистов, тренеров, функционеров, судей. Полная информация о заслуженных деятелях хоккея в Зале славы представлена в интерактивном виде.
В Зале славы проводят церемонии включения новых членов и другие тематические мероприятия: совещания ФХР, встречи с легендами хоккея, кинопоказы, книжные презентации и другие.

## Критерии ввода в Зал славы отечественного хоккея

### Игроки
В Зал славы отечественного хоккея включаются хоккеисты, успешно защищавшие честь страны в составе сборных СССР и России — чемпионы Зимних Олимпийских игр и мира; лучшие по амплуа на чемпионатах мира (определяемые решением Директората этих соревнований).

### Тренеры
В Зал Славы отечественного хоккея включаются тренеры сборных нашей страны, добивавшихся высоких результатов на международной арене; клубных команд, внесшие значительный вклад в развитие хоккея в регионах, совершенствование системы подготовки и повышение спортивного мастерства хоккеистов.

### Функционеры
В Зал славы отечественного хоккея включаются руководители, возглавлявшие высшие органы управления этим видом спорта в нашей страны в годы наивысших успехов, а также специалисты — за личный вклад в достижение высоких результатов на международной арене.

### Судьи
В Зал славы отечественного хоккея включаются судьи за многолетнее безупречное реферирование матчей чемпионатов СССР и России и крупнейших международных соревнований.

### Журналисты
В Зал славы отечественного хоккея включаются журналисты за многолетнюю работу на чемпионатах СССР и России, а также крупнейших международных соревнованиях.

## Церемонии
Первая церемония включения в Зал славы состоялась 06 марта 2004 года, в дни 50-летнего юбилея победы сборной команды СССР на чемпионате мира 1954 года в Стокгольме. Церемония проходила в Москве в Бизнес-центре на Проспекте мира. Отрадно, что памятные плакетки в тот день смогли получить легендарные советские хоккеисты Николай Пучков, Александр КомаРов, Павел Жибуртович и Виктор Шувалов.
Вторая церемония включения в Зал славы состоялась 17 февраля 2014 года в Доме хоккея IIHF в Ледовом дворце «Большой» во время проведения XXII Зимних Олимпийских игр в Сочи. Остальные церемонии приёма в Зал славы происходили во время проведения календарных матчей Континентальной хоккейной лиги. Серебряную тарелку вновь испечённому члену Зала славы вручал представитель Федерации хоккея России или кто-то из легендарных ветеранов отечественного хоккея.
Третья церемония включения в Зал славы состоялась 17 декабря 2022 года в Москве в Музее хоккея во время проведения турнира «Кубок 1 канала». В Зал ввели 17 человек. 18-м оказался Геннадий Цыгуров, введенный в Зал вторично.

## Список членов Зала славы отечественного хоккея

### Сборная команда СССР — чемпионы мира 1954 года
1. - Бабич, Евгений Макарович — принят 6.03.2004
  - Бычков, Михаил Иванович — принят 6.03.2004
  - Виноградов, Александр Николаевич — принят 6.03.2004
  - Гурышев, Алексей Михайлович — принят 6.03.2004
  - Жибуртович, Павел Николаевич — принят 6.03.2004
  - Комаров, Александр Георгиевич — принят 6.03.2004
  - Крылов, Юрий Николаевич — принят 6.03.2004
  - Кузин, Валентин Егорович — принят 6.03.2004
  - Кучевский, Альфред Иосифович — принят 6.03.2004
  - Мкртычан, Григорий Мкртычевич — принят 6.03.2004
  - Пучков, Николай Георгиевич — принят 6.03.2004
  - Сидоренков, Генрих Иванович — принят 6.03.2004
  - Уваров, Александр Николаевич — принят 6.03.2004
  - Уколов, Дмитрий Матвеевич — принят 6.03.2004
  - Хлыстов, Николай Павлович — принят 6.03.2004
  - Шувалов, Виктор Григорьевич — принят 6.03.2004

### Игроки
1. Капитаны сборных СССР и России, побеждавших на чемпионатах мира и Олимпийских играх:
  - Бобров, Всеволод Михайлович — принят 6.03.2004
  - Майоров, Борис Александрович — принят 6.03.2004
  - Старшинов, Вячеслав Иванович — принят 6.03.2004
  - Кузькин, Виктор Григорьевич — принят 6.03.2004
  - Михайлов, Борис Петрович — принят 6.03.2004
  - Васильев, Валерий Иванович — принят 6.03.2004
  - Фетисов, Вячеслав Александрович — принят 6.03.2004
  - Быков, Вячеслав Аркадьевич — принят 6.03.2004
2. Трёхкратные олимпийские чемпионы
  - Давыдов, Виталий Семёнович — принят 6.03.2004
  - Рагулин, Александр Павлович — принят 6.03.2004
  - Фирсов, Анатолий Васильевич — принят 6.03.2004
  - Третьяк, Владислав Александрович — принят 6.03.2004
  - Хомутов, Андрей Валентинович — принят 6.03.2004
3. Двукратные олимпийские чемпионы
  - Александров, Вениамин Вениаминович — принят 17.02.2014
  - Викулов, Владимир Иванович — принят 17.02.2014
  - Зимин, Евгений Владимирович — принят 17.02.2014
  - Касатонов, Алексей Викторович — принят 17.02.2014
  - Кожевников, Александр Викторович — принят 8.12.2011
  - Коноваленко, Виктор Сергеевич — принят 6.03.2004
  - Кравчук, Игорь Александрович — принят 17.02.2014
  - Крутов, Владимир Евгеньевич — принят 8.12.2011
  - Ларионов, Игорь Николаевич — принят 17.02.2014
  - Лутченко, Владимир Яковлевич — принят 17.02.2014
  - Макаров, Сергей Михайлович — принят 17.02.2014
  - Мальцев, Александр Николаевич — принят 18.01.2012
  - Мишаков, Евгений Дмитриевич — принят 17.02.2014
  - Петров, Владимир Владимирович — принят 17.02.2014
  - Ромишевский, Игорь Анатольевич — принят 8.12.2011
  - Стариков, Сергей Викторович — принят 17.02.2014
  - Стельнов, Игорь Анатольевич — принят 17.02.2014
  - Цыганков, Геннадий Дмитриевич — принят 17.02.2014
  - Шадрин, Владимир Николаевич — принят 17.02.2014
  - Якушев, Александр Сергеевич — принят 8.12.2011
  - Харламов, Валерий Борисович — принят 17.02.2014
4. Олимпийские чемпионы
  - Александров, Борис Викторович — принят 17.02.2014
  - Альметов, Александр Давлетович — принят 17.02.2014
  - Бабинов, Сергей Пантелеймонович — принят 17.02.2014
  - Баутин, Сергей Викторович — принят 17.02.2014
  - Белошейкин, Евгений Владимирович — принят 17.02.2014
  - Билялетдинов, Зинэтула Хайдарович — принят 17.02.2014
  - Блинов, Виктор Николаевич — принят 17.02.2014
  - Блинов, Юрий Иванович — принят 17.02.2014
  - Болдин, Игорь Петрович — принят 17.02.2014
  - Борщевский, Николай Константинович — принят 17.02.2014
  - Буцаев, Вячеслав Геннадьевич — принят 17.02.2014
  - Бякин, Илья Владимирович — принят 17.02.2014
  - Васильев, Михаил Александрович — принят 17.02.2014
  - Волков, Леонид Иванович — принят 17.02.2014
  - Герасимов, Александр Петрович — принят 17.02.2014
  - Гусаров, Алексей Васильевич — принят 17.02.2014
  - Гусев, Александр Владимирович — принят 17.02.2014
  - Давыдов, Евгений Витальевич — принят 17.02.2014
  - Дроздецкий, Николай Владимирович — принят 17.02.2014
  - Жамнов, Алексей Юрьевич — принят 17.02.2014
  - Житник, Алексей Николаевич — принят 17.02.2014
  - Жлуктов, Виктор Васильевич — принят 17.02.2014
  - Зайцев, Борис Михайлович — принят 17.02.2014
  - Зайцев, Олег Алексеевич — принят 17.02.2014
  - Зингер, Виктор Александрович — принят 17.02.2014
  - Зубов, Сергей Александрович — принят 17.02.2014
  - Иванов, Эдуард Георгиевич — принят 17.02.2014
  - Ионов, Анатолий Семенович — принят 17.02.2014
  - Каменский, Валерий Викторович — принят 17.02.2014
  - Капустин, Сергей Алексеевич — принят 17.02.2014
  - Каспарайтис, Дарюс Владович — принят 17.02.2014
  - Ковалев, Алексей Вячеславович — принят 17.02.2014
  - Коваленко, Андрей Николаевич — принят 17.02.2014
  - Ковин, Владимир Александрович — принят 17.02.2014
  - Локтев, Константин Борисович — принят 17.02.2014
  - Ломакин, Андрей Вячеславович — принят 17.02.2014
  - Ляпкин, Юрий Евгеньевич — принят 17.02.2014
  - Майоров, Евгений Александрович — принят 17.02.2014
  - Малахов, Владимир Игоревич — принят 17.02.2014
  - Миронов, Дмитрий Олегович — принят 17.02.2014
  - Могильный, Александр Геннадьевич — принят 17.02.2014
  - Моисеев, Юрий Иванович — принят 17.02.2014
  - Мыльников, Сергей Александрович — принят 17.02.2014
  - Мышкин, Владимир Семенович — принят 17.02.2014
  - Никифоров, Виктор Васильевич — принят 17.02.2014
  - Пантюхов, Юрий Борисович — принят 17.02.2014
  - Пашков, Александр Константинович — принят 17.02.2014
  - Первухин, Василий Алексеевич — принят 17.02.2014
  - Петренко, Сергей Анатольевич — принят 17.02.2014
  - Петухов, Станислав Афанасьевич — принят 17.02.2014
  - Полупанов, Виктор Андреевич — принят 17.02.2014
  - Прохоров, Виталий Владимирович — принят 17.02.2014
  - Ромишевский, Игорь Анатольевич — принят 8.12.2011
  - Самойлов, Виталий Анатольевич — принят 17.02.2014
  - Семёнов, Анатолий Анатольевич — принят 17.02.2014
  - Сидельников, Александр Николаевич — принят 17.02.2014
  - Светлов, Сергей Александрович — принят 17.02.2014
  - Скворцов, Александр Викентьевич — принят 17.02.2014
  - Сологубов, Николай Михайлович — принят 17.02.2014
  - Трегубов, Иван Сергеевич — принят 17.02.2014
  - Трефилов, Андрей Викторович — принят 17.02.2014
  - Тюменев, Виктор Николаевич — принят 17.02.2014
  - Хабибулин, Николай Иванович — принят 17.02.2014
  - Хмылев, Юрий Алексеевич — принят 17.02.2014
  - Черных, Александр Александрович — принят 17.02.2014
  - Шалимов, Виктор Иванович — принят 17.02.2014
  - Шепелев, Сергей Михайлович — принят 18.01.2012
  - Шталенков, Михаил Алексеевич — принят 17.02.2014
  - Юшкевич, Дмитрий Сергеевич — принят 17.02.2014
  - Якушев, Виктор Прохорович — принят 17.02.2014
  - Яшин, Сергей Анатольевич — принят 17.02.2014
5. Чемпионы мира и Европы
  - Буре, Павел Владимирович — принят 17.02.2014
  - Цыплаков, Виктор Васильевич — принят 8.12.2011
  - Балдерис, Хелмут Гунарович — принят 17.12.2022
  - Голиков, Александр Николаевич — принят 17.12.2022
  - Голиков, Владимир Николаевич — принят 17.12.2022
  - Лебедев, Юрий Васильевич — принят 17.12.2022
  - Фёдоров, Сергей Викторович — принят 17.12.2022
  - Яшин, Алексей Валерьевич — принят 17.12.2022

### Тренеры
1. - Чернышёв, Аркадий Иванович — принят 6.03.2004
  - Тарасов, Анатолий Владимирович — принят 6.03.2004
  - Егоров, Владимир Кузьмич — принят 6.03.2004
  - Кулагин, Борис Павлович — принят 6.03.2004
  - Тихонов, Виктор Васильевич — принят 6.03.2004
  - Эпштейн, Николай Семёнович — принят 6.03.2004
  - Кострюков, Анатолий Михайлович — принят 6.03.2004
  - Захватов, Сергей Иванович — принят 6.03.2004
  - Цыгуров, Геннадий Федорович — принят 8.12.2011, повторно принят 17.12.2022
  - Белоусов, Валерий Константинович — принят 26.02.2012
  - Быстров, Валентин Александрович — принят 17.02.2014
  - Карпов, Николай Иванович — принят 17.02.2014
  - Дмитриев, Игорь Ефимович — принят 17.02.2014
  - Юрзинов, Владимир Владимирович — принят 17.02.2014
  - Тузик, Игорь Николаевич — принят 17.02.2014
  - Михалёв, Сергей Михайлович — принят 12.01.2015
  - Воробьёв, Пётр Ильич — принят 17.12.2022

### Функционеры
1. - Сыч, Валентин Лукич — принят 6.03.2004
  - Старовойтов, Андрей Васильевич — принят 6.03.2004
  - Альфер, Владимир Филиппович — принят 6.03.2004
  - Королёв, Юрий Васильевич — принят 6.03.2004
  - Белаковский, Олег Маркович — принят 6.03.2004
  - Асеев, Владимир Алексеевич — принят 17.12.2022
  - Коротков, Павел Михайлович — принят 17.12.2022
  - Кученёв, Олег Васильевич — принят 17.12.2022
  - Стеблин, Александр Яковлевич — принят 17.12.2022

### Судьи
1. - Карандин, Юрий Павлович — принят 6.03.2004
  - Сеглин, Анатолий Владимирович — принят 6.03.2004
  - Никульцев, Валентин Петрович — принят 8.12.2011
  - Губернаторов, Виктор Михайлович — принят 17.12.2022

### Журналисты
1. - Озеров, Николай Николаевич — принят 17.02.2014
  - Синявский, Вадим Святославович — принят 17.02.2014
  - Кукушкин, Всеволод Владимирович — принят 17.12.2022
  - Спарре, Ян Янович — принят 17.12.2022
  - Федосов, Борис Александрович — принят 17.12.2022